# サーストン島
サーストン島（サーストンとう、英語: Thurston Island）は、南極大陸西部（西南極）のエルスワースランド北西沖にある、氷に覆われた島。
面積は 15,700 km2 で、南極大陸近傍ではアレクサンダー島、バークナー島に次いで3番目に大きな島である。

## 地理
エルスワースランドの北西端に位置する。東西に長い島で、長さ215 km、幅90 km。大陸とを隔てるピーコック海峡は、アボット棚氷で覆われている。島の西端のケープ・フライング・フィッシュ岬（西経102度20分）より西の海はアムンゼン海と呼ばれる。

## 歴史
1940年2月27日、リチャード・バードが飛行機から発見した。サーストン島の名は、探検のスポンサーであり、探検隊のために防風素材"Byrd Cloth"を開発したニューヨークの織物業者 W. Harris Thurston にちなんで名づけられた。
当初は半島と考えられ、海図にもそのように示されていた。島であることが確認されたのは1960年のことである。